# Exodus (album d'Édouard Bineau)
Pour les articles homonymes, voir Exodus.
 (mars 2024).
Si vous disposez d'ouvrages ou d'articles de référence ou si vous connaissez des sites web de qualité traitant du thème abordé ici, merci de compléter l'article en donnant les références utiles à sa vérifiabilité et en les liant à la section « Notes et références ».
Albums de Édouard Bineau
Ideal Circus
(2005)
Exodus est le premier album du pianiste français Édouard Bineau.
Produit en 2002, il est distribué par Night Bird Music.

## Liste des titres
1. Plume
2. O be one (part1)
3. O be one (part 2)
4. Alcool x
5. Exodus
6. Unit k
7. You turned me around
8. Petite sœur
9. Itaque
10. Bellinesque
11. Semaine sans jour

## Musiciens
- Edouard Bineau : piano
- Arnaud Lechantre : batterie
- Olivier Rivaux : contrebasse